# Gempylidae

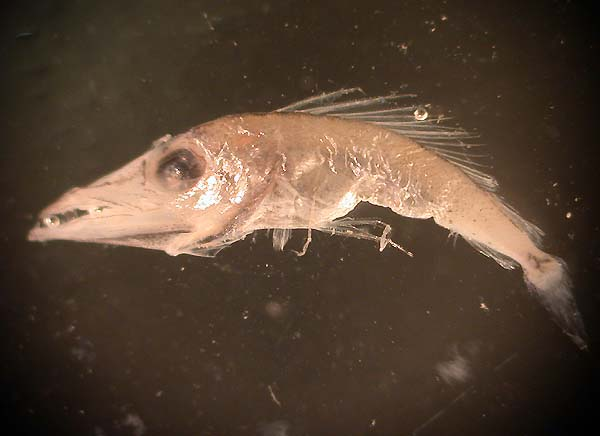
Larva de escolar.

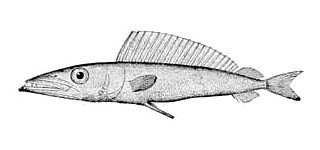
Pez conejo (Promethichthys prometheus).

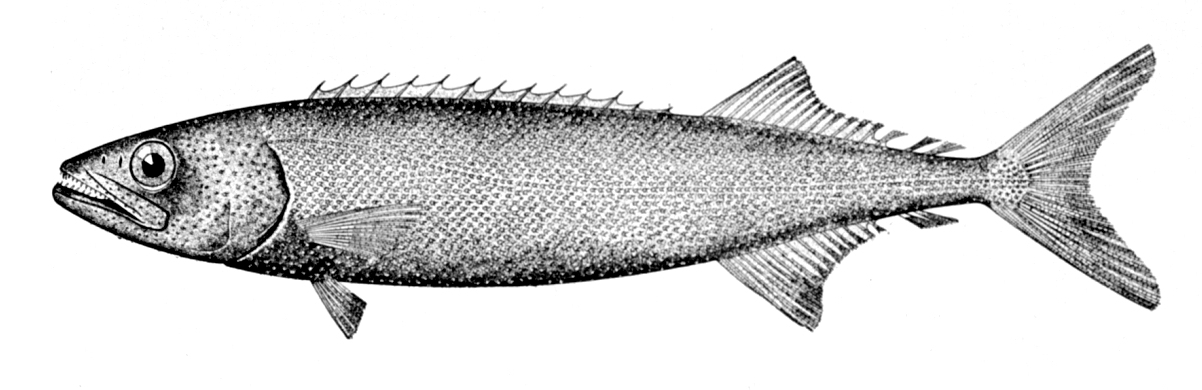
Escolar narigudo (Nesiarchus nasutus).

Los escolares o gempílidos (Gempylidae) son una familia de peces marinos incluida en el orden Perciformes, distribuidos por todos los océanos tropicales y subtropicales, normalmente en aguas muy profundas. Su nombre procede del griego: gempylos, una especie de pez.
Tienen el cuerpo alargado y comprimido, siendo características pequeñas aletas aisladas detrás de las aletas anal y dorsal. Las aletas pelvicas se han perdido o son muy pequeñas, mientras que las aletas pectorales se insertan muy bajas en el cuerpo.
Aparecen por primera vez en el registro fósil en el Eoceno, durante el Terciario inferior.

## Géneros y especies
Existen 24 especies agrupadas en 16 géneros:
- Género Diplospinus (Maul, 1948)
  - Diplospinus multistriatus (Maul, 1948) - Escolar rayado (en México y España), Sable estirado (en Cuba).
- Género Epinnula (Poey, 1854)
  - Epinnula magistralis (Poey, 1854) - Dómine o Dominó.
- Género Gempylus (Cuvier, 1829)
  - Gempylus serpens (Cuvier, 1829) - Escolar de canal, Escolar serpiente o Dómine añil.
- Género Lepidocybium (Gill, 1862)
  - Lepidocybium flavobrunneum (Smith, 1843) - Escolar, Escolar negro, Miramelindo (en Ecuador), Petróleo (en Cuba) o Pez aceite (en Uruguay).
- Género Nealotus (Johnson, 1865)
  - Nealotus tripes (Johnson, 1865) - Escolar listado o Dómine negro.
- Género Neoepinnula (Matsubara y Iwai, 1952)
  - Neoepinnula americana (Grey, 1953) - Escolar americano.
  - Neoepinnula orientalis (Gilchrist y von Bonde, 1924) - Escolar oriental o Dominé chico.
- Género Nesiarchus (Johnson, 1862)
  - Nesiarchus nasutus (Johnson, 1862) - Escolar narigudo, Dominé narizón o Pez espada picudo.
- Género Paradiplospinus (Andriashev, 1960)
  - Paradiplospinus antarcticus (Andriashev, 1960) - Escolar antártico.
  - Paradiplospinus gracilis (Brauer, 1906) - Escolar magro.
- Género Promethichthys (Gill, 1893)
  - Promethichthys prometheus (Cuvier, 1832) - Escolar prometeo, Pez conejo o Tajalí de canto.
- Género Rexea (Waite, 1911)
  - Rexea alisae (Roberts y Stewart, 1997)
  - Rexea antefurcata (Parin, 1989) - Escolar de aleta larga.
  - Rexea bengalensis (Alcock, 1894) - Escolar bengalí.
  - Rexea brevilineata (Parin, 1989) - Escolar de rayas cortas.
  - Rexea nakamurai (Parin, 1989) - Escolar de Nakamura.
  - Rexea prometheoides (Bleeker, 1856) - Escolar real.
  - Rexea solandri (Cuvier, 1832) - Escolar plateado.
- Género Rexichthys (Parin y Astakhov, 1987)
  - Rexichthys johnpaxtoni (Parin y Astakhov, 1987) - Escolar de Paxton.
- Género Ruvettus (Cocco, 1833)
  - Ruvettus pretiosus (Cocco, 1833) - Escolar clavo, Escolar violáceo (en México), Lija (en Ecuador), Pez aceite (en Uruguay) o Pez aceitoso (en Perú).
- Género Thyrsites (Lesson, 1831)
  - Thyrsites atun (Euphrasen, 1791) - Sierra
- Género Thyrsitoides (Fowler, 1929)
  - Thyrsitoides marleyi (Fowler, 1929) - Sierra grácil.
- Género Thyrsitops (Gill, 1862)
  - Thyrsitops lepidopoides (Cuvier, 1832) - Sierra, escolar sierra o sierra del sur.
- Género Tongaichthys (Nakamura y Fujii, 1983)
  - Tongaichthys robustus (Nakamura y Fujii, 1983) - Escolar de Tonga.

† Género extinguido Chelifichthys